# Kabul
För andra betydelser, se Kabul (olika betydelser).
Kabul ([¹kɑːbɵl]; pashto och dari: کابل) är huvudstaden och den största staden i Afghanistan. Folkmängden beräknades 2018 till cirka 4 miljoner invånare. Staden är landets ekonomiska och kulturella centrum, och är strategiskt belägen i en trång dal längs floden Kabul, högt upp i bergen omkring tio mil väster om Khyberpasset.
Kabuls historia går tillbaka till antiken och kanske även forntiden. Platsen har mycket länge varit en knutpunkt för handel och var en anhalt i det nätverk av handelsvägar som kallades sidenvägen. Staden och området kring den har lytt under en rad olika riken och 1775 blev Kabul huvudstad i det relativt nybildade riket Afghanistan. Sedan 1979 har landet konstant befunnit sig i krig, där aktörerna varit både utländska makter och olika krafter inom landet.
Kabuls främsta handelsvaror omfattar ammunition, tyg, möbler och betsocker,[källa behövs] dock har konstant krigföring sedan 1979 begränsat stadens ekonomiska produktivitet. Kabul är en av de städer i världen som har flest landminor. Dess befolkning är mångkulturell och av flera olika etniciteter (främst pashtuner, tadzjiker och hazarer), vilket speglar landets etniska mångfald.

## Historia
Det är inte känt när staden grundades, men den omtalas i varje fall under akemenidernas dynasti på 500-talet f.Kr., då den tillhörde Persien.
330 f.Kr. erövrades området av Alexander den store. Kring 200 f.Kr. blev buddhismen den dominerande religionen i området.
Från år 595 e.Kr. regerades området av en turkspråkig buddhistisk dynasti. Den islamiska expansionen nådde år 663 Kabul, som intogs av arabiska styrkor. Kungen fick dock behålla sin position efter att för stadens räkning ha övergått till islam och lovat betala årliga skatter. När erövrarna dragit vidare återgick befolkningen till buddhismen och man betalade inte heller de utlovade skatterna. Först 871, efter en ny arabisk ockupation, konverterade stadens invånare slutgiltigt till islam. Med den nya religionen följde ny byggnadskonst och diktkonst.
På 1220-talet invaderades Kabul av mongolhärskaren Djingis khan. Det stora rike han skapade delades efter hans död i fyra, och Kabul kom att lyda under Djingis andre son Tjagatai khan.
1380–1381 invaderades området av Timur Lenk.
Östra delen av nuvarande Afghanistan erövrades år 1504 av mogulfursten Babur, som härstammade från både Djingis Khan och Timur Lenk. När han 1526 erövrade Delhi blev området kring Kabul en del av Mogulriket. Babur dog i Agra men begravdes i Kabul.
Persiens härskare Nadir Shah erövrade 1738–1739 Ghazni, Kabul och Lahore från Mogulriket. Kort därefter utbröt ett uppror i nuvarande Afghanistan, men det slogs ned av Nadir. 1747 mördades han av sina egna officerare och den stat som ses som ursprunget till dagens Afghanistan bildades av Ahmed shah Durrani, med Kandahar som huvudstad. Ahmed dog 1772 och efterträddes av sin son Timur Shah Durrani som 1775 flyttade huvudstaden till Kabul.
Under 1800-talet var Afghanistan föremål för en maktkamp mellan Ryssland och Storbritannien. I det första anglo-afghanska kriget 1839–1842 erövrades Kabul av trupper från Brittiska Indien. Britterna avsatte emiren Dost Muhammed som ansågs ha för goda kontakter med Ryssland och utsåg en tidigare Durranihärskare Shah Shuja till emir. Vintern 1842 led de brittiska trupperna ett förkrossande nederlag under en reträtt genom bergen. Britterna intog sedan Kabul ytterligare en gång men accepterade därefter Dost Muhammed som återinsattes och regerade som emir fram till sin död 1869. Det andra anglo-afghanska kriget 1878–1880 ledde till att Storbritannien tog kontrollen över det strategiskt viktiga Khyberpasset mellan Afghanistan och Brittiska Indien och över Afghanistans utrikespolitik och handel. Afghanistan blev i praktiken ett brittiskt protektorat. Under det tredje anglo-afghanska kriget 1919 flygbombades Kabul av britterna, men kriget slutade med att Afghanistan blev en självständig stat.

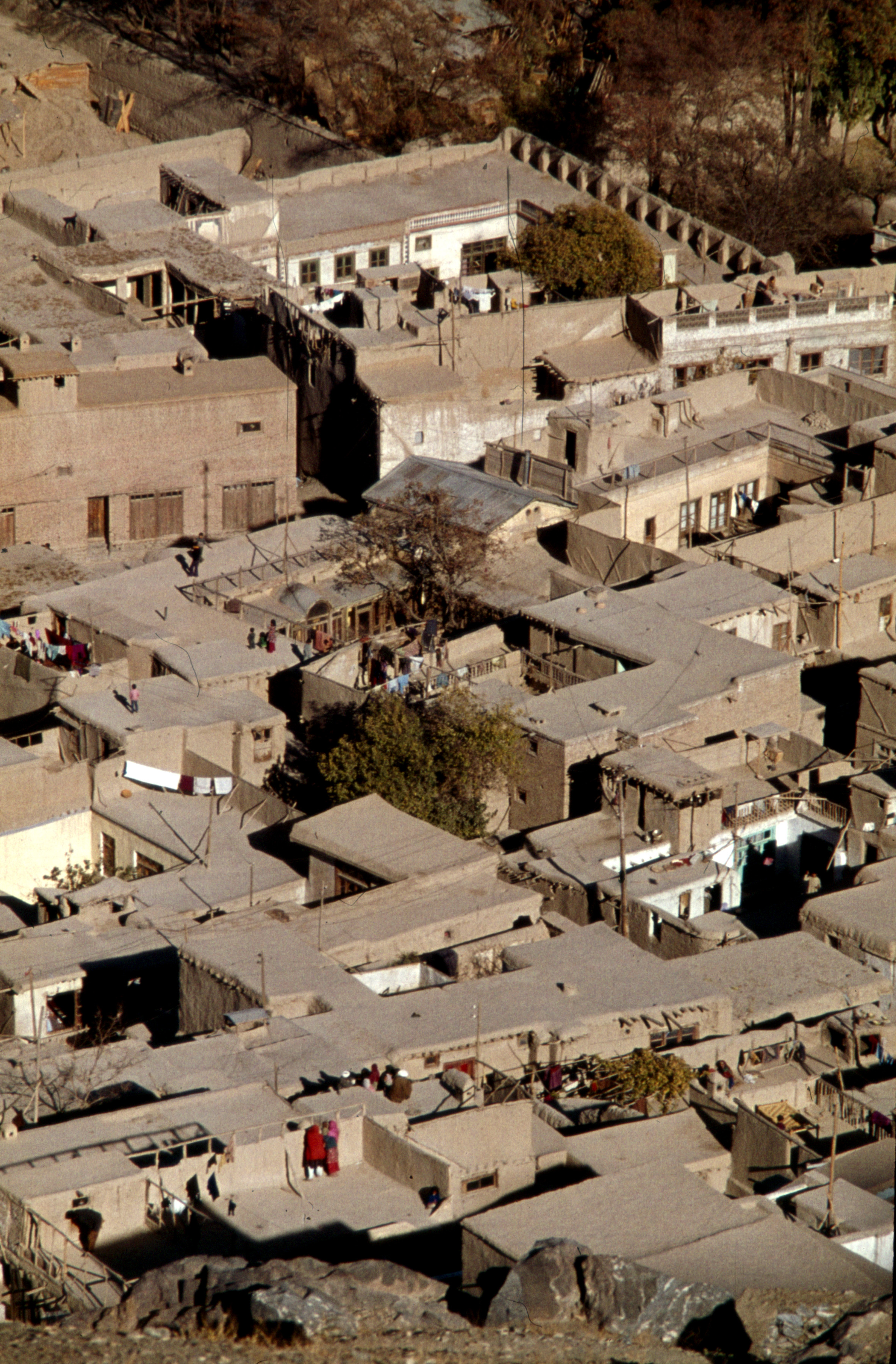
Kabul, 1976.

Från 1930-talet skapades långsamt ett utbildningssystem och en infrastruktur som tillät framväxten av en liten utbildad urban överklass i Kabul. Deras västerländskt influerade levnadssätt stod i stark kontrast mot livet i resten av landet. Kabul fick smeknamnet "Centralasiens Paris" och drog till sig en del turism.
I april 1978 genomförde militärer i Kabul en statskupp som brukar kallas aprilrevolutionen, och det kommunistiska partiet tog makten. Striderna under det därpå följande afghansk-sovjetiska kriget 1979–1989 fördes framför allt på landsbygden och ledde till att en mängd flyktingar sökte sig till Kabul.
Under inbördeskriget 1992–1996 utsattes staden för mycket stor förstörelse, både genom raketbeskjutning och gatustrider mellan olika krigsherrars miliser. Uppskattningsvis 30 000 människor dödades och dubbelt så många skadades under dessa strider. Mer än hälften av Kabuls bebyggelse förvandlades till ruiner, huvudsakligen i de västra och södra delarna. Ett stort antal utbildade människor lämnade landet och utbildningsinstitutionerna hölls stängda i flera år. 
Efter talibanernas maktövertagande 1996 befann sig den internationellt erkända regeringen i norra Afghanistan varifrån de ledde motståndet mot talibanernas regering i Kabul.
Efter terrordåden i USA den 11 september 2001 invaderades Afghanistan av USA och Storbritannien och i november föll talibanregeringen i Kabul. De därpå följande 20 åren präglades av krig mellan talibaner och internationella trupper, i samverkan med afghanska regeringar som tillkommit genom någon sorts val men i praktiken var helt beroende av USA:s och övriga västvärldens stöd. Kabul låg i stort sett i centralregeringens händer, men drabbades av återkommande terrorattacker från talibanerna, IS och andra grupper. Oroligheter och rena krigshandlingar på landsbygden i kombination med torka, översvämningar och andra naturkatastrofer drev mängder av flyktingar till storstäderna. I slutet av 2020 var uppskattningsvis 3,5 miljoner människor internflyktingar i Afghanistan. Många av dem bodde i flyktingläger i och omkring huvudstaden.
Våren och sommaren 2021 lämnade USA, NATO och deras allierade Afghanistan. Talibanerna intog snabbt den ena staden efter den andra. Den 15 augusti intog de Kabul utan strid och utropade Afghanistan till islamiskt emirat. Under veckorna fram till 31 augusti hölls den internationella flygplatsen öppen för evakuering av utländska medborgare och vissa skyddsbehövande, vilket skedde under stort tumult. Under hösten 2021 finns stora brister i matförsörjning och ekonomi och internationella hjälporganisationer varnar för en mycket stor humanitär katastrof bland både internflyktingar och andra.

## Demografi
Kabul är multietniskt och mångkulturellt. Folkmängden uppskattades 2018 till 4 011 770 invånare. Det har inte genomförts någon folkräkning i Afghanistan sedan 1979, vilket gör att sentida uppgifter om folkmängd är något osäkra.
Persisktalande invånare utgör majoriteten bland stadens invånare och sunnitadzjiker utgör den största gruppen av dessa, medan pashtuner är en minoritet. Övriga grupper är främst shiahazarer och farsiwan, samt mindre grupper uzbeker (med turkspråk som modersmål) och sikher och hinduer som talar de indoariska språken.

## Utbildning
Kabuls universitet (engelska: Kabul University), Afghanistan Institute of Technology, Kabul Medical University och Polytechnical University of Kabul ligger i Kabul.

## Infrastruktur

### Transport

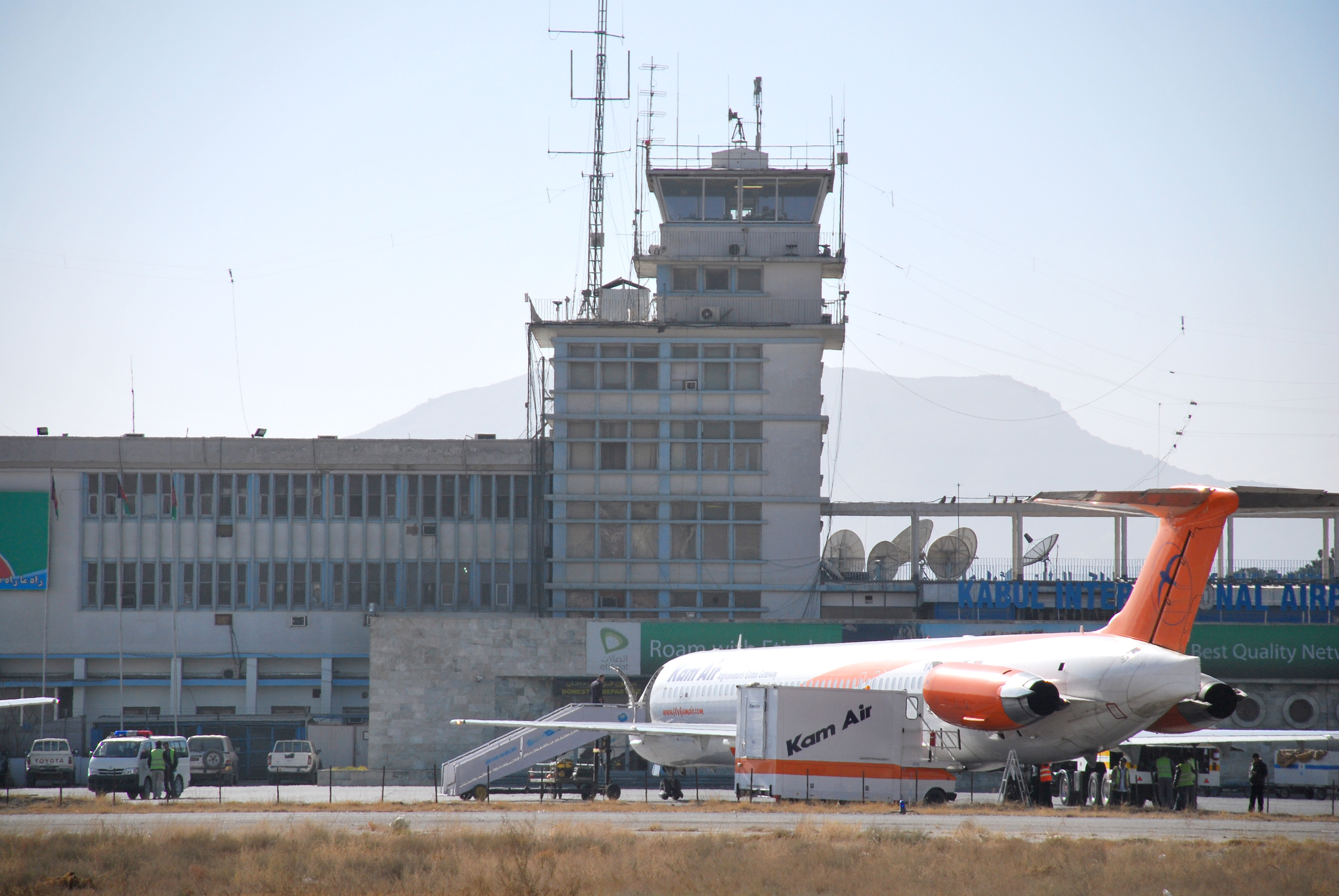
Kabuls internationella flygplats, 2010.

Kabuls internationella flygplats servar staden och är den största flygplatsen i landet. Flygplatsen är ett nav för Ariana Afghan Airlines vilket är det nationella flygbolaget i Afghanistan. En ny terminal för internationella resor nära den gamla terminalen stod klar 2008. Kabul har sina egna bussar (Millie Bus) som har flera linjer till flera destinationer i staden. Systemet har omkring 200 bussar men utökas ständigt. Planer finns på att återinföra de moderna trådbussarna som staden en gång hade. Vid sidan av bussarna finns det också gula taxibilar.[källa behövs]

### Platser i staden
Baburs grav finns i parken Bagh-e Babur i Kabul.
Wazir Akbar är ett grannskap i norra Kabul, som ingår i distrikt 10. Det är uppkallat efter Emir Wazir Akbar Khan. Det är en av de rikaste delarna i Kabul, och många utländska ambassader finns där, som den amerikanska och kanadensiska, Kabuls internationella flygplats ligger också i detta området. Det är en vanlig plats för utländska arbetare att bo i, gatorna är anlagda på ett rutnät med västerländska tvåvåningshus i 1960-1970-talsstil. De flesta av Afghanistans nationella regeringsinstitutioner finns i området, inklusive presidentpalatset. Högkvarteret för Resolute Support Mission och tysk-afghanska Amani High School, och ett Marriott-hotell finns mittemot USA:s ambassad.[källa behövs]

## Klimat
|                                            | Jan  | Feb  | Mar  | Apr  | Maj  | Jun  | Jul  | Aug  | Sep  | Okt  | Nov  | Dec  |
| ------------------------------------------ | ---- | ---- | ---- | ---- | ---- | ---- | ---- | ---- | ---- | ---- | ---- | ---- |
| Normaldygnets maximitemperaturs medelvärde | 4,5  | 5,5  | 12,5 | 19,2 | 24,4 | 30,2 | 32,1 | 32,0 | 28,5 | 22,4 | 15,0 | 8,3  |
| Normaldygnets minimitemperaturs medelvärde | −7,1 | −5,7 | 0,7  | 6,0  | 8,8  | 12,4 | 15,3 | 14,3 | 9,4  | 3,9  | −1,2 | −4,7 |
|                                            |      |      |      |      |      |      |      |      |      |      |      |      |
| Nederbörd                                  | 34,3 | 60,1 | 67,9 | 71,9 | 23,4 | 1,0  | 6,2  | 1,6  | 1,7  | 3,7  | 18,6 | 21,6 |

| Diagram | temperaturer i °C • månadsnederbörd i mm • Källa: WMO | temperaturer i °C • månadsnederbörd i mm • Källa: WMO | temperaturer i °C • månadsnederbörd i mm • Källa: WMO | temperaturer i °C • månadsnederbörd i mm • Källa: WMO | temperaturer i °C • månadsnederbörd i mm • Källa: WMO | temperaturer i °C • månadsnederbörd i mm • Källa: WMO | temperaturer i °C • månadsnederbörd i mm • Källa: WMO | temperaturer i °C • månadsnederbörd i mm • Källa: WMO | temperaturer i °C • månadsnederbörd i mm • Källa: WMO | temperaturer i °C • månadsnederbörd i mm • Källa: WMO | temperaturer i °C • månadsnederbörd i mm • Källa: WMO | temperaturer i °C • månadsnederbörd i mm • Källa: WMO |
|         | 34 5 -7                                               | 60 6 -6                                               | 68 13 1                                               | 72 19 6                                               | 23 24 9                                               | 1 30 12                                               | 6 32 15                                               | 2 32 14                                               | 2 29 9                                                | 4 22 4                                                | 19 15 -1                                              | 22 8 -5                                               |